# Baliarrain
Baliarrain település Spanyolországban, Gipuzkoa tartományban. Baliarrain Altzaga, Gaintza, Legorreta és Orendain községekkel határos. Lakosainak száma 154 fő (2024).

## Népesség
A település lakosságának változását az alábbi diagram mutatja:
| Lakosok száma | 100  | 101  | 95   | 110  | 122  | 130  | 145  | 138  | 153  | 154  |
|               | 2001 | 2004 | 2006 | 2009 | 2011 | 2014 | 2016 | 2019 | 2021 | 2024 |